# 千歯扱き

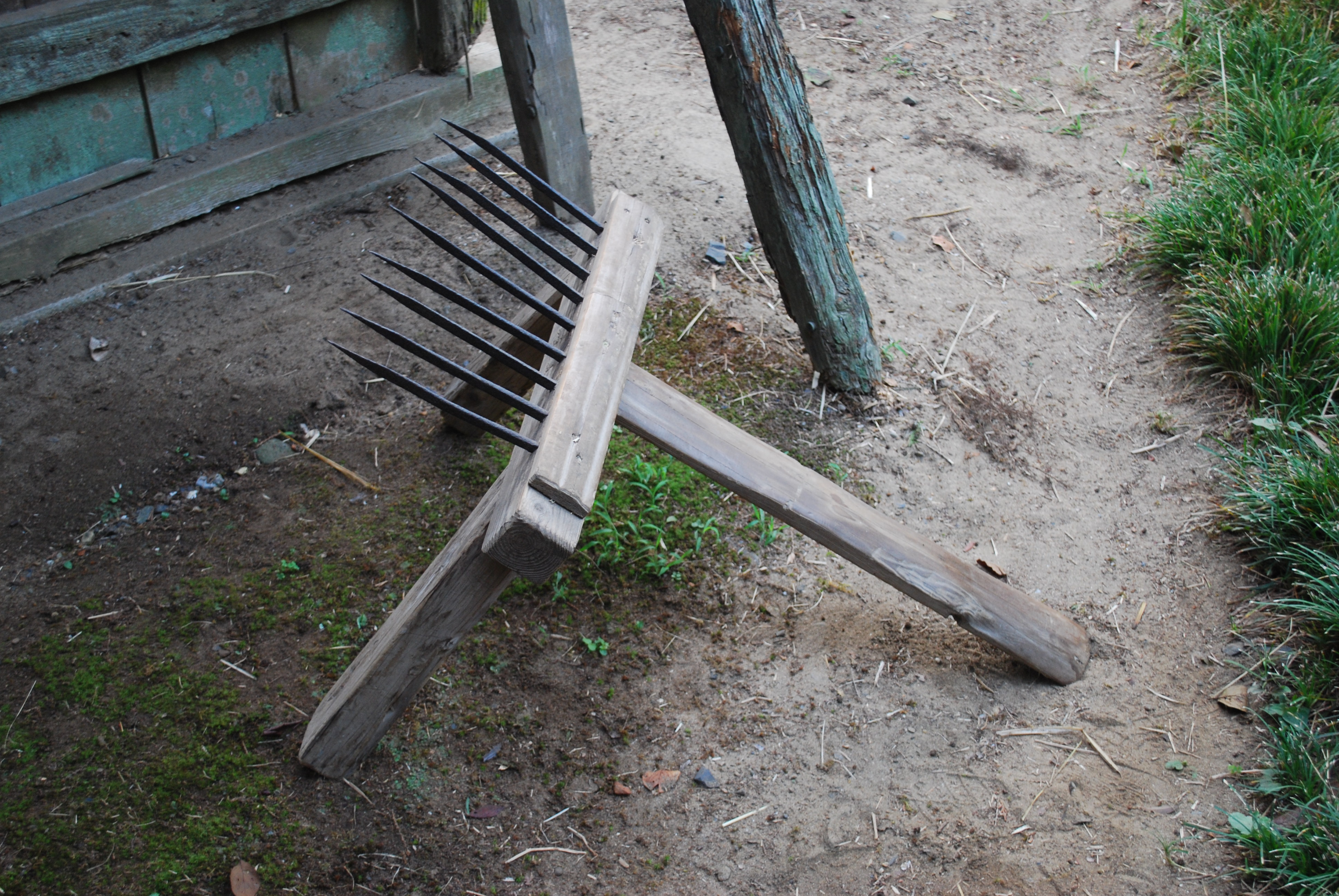
千歯扱き

千歯扱き、千把扱き（せんばこき、せんばごき、せんばこぎ、せんばすごき）もしくは千歯、千刃（せんば）は、日本の古式の脱穀用農具。木の台の上から鉄製の櫛状の歯が水平に突き出した形をしている。また竹製の歯の場合もある。稲扱きと麦扱きに分かれる。

## 歴史
元禄期（1688年～1704年）、和泉国大鳥郡高石北村字大工村（現在の大阪府高石市高師浜の一部）の宇兵衛により考案された。
当初の千歯扱きは、竹の穂を持つ麦用の千歯扱きで、後に『和漢三才図会』の中で、竹の穂の稲用が登場し、まもなく鉄製に変わった、とされている。しかし、『和泉志』では、発明当初から稲用の鉄製の穂とある。木製の穂を持つ稲用の千歯扱きは無くなったが、麦用としては長く、神奈川県から東京都、そして埼玉県にかけての相模野台地と多摩丘陵、そして武蔵野台地は麦の栽培が盛んな畑作地帯で使われてきた。明治7年（1874年）の「府県物産表」に13000挺もの千歯扱きが神奈川県で生産された記録がある。

## 使用方法

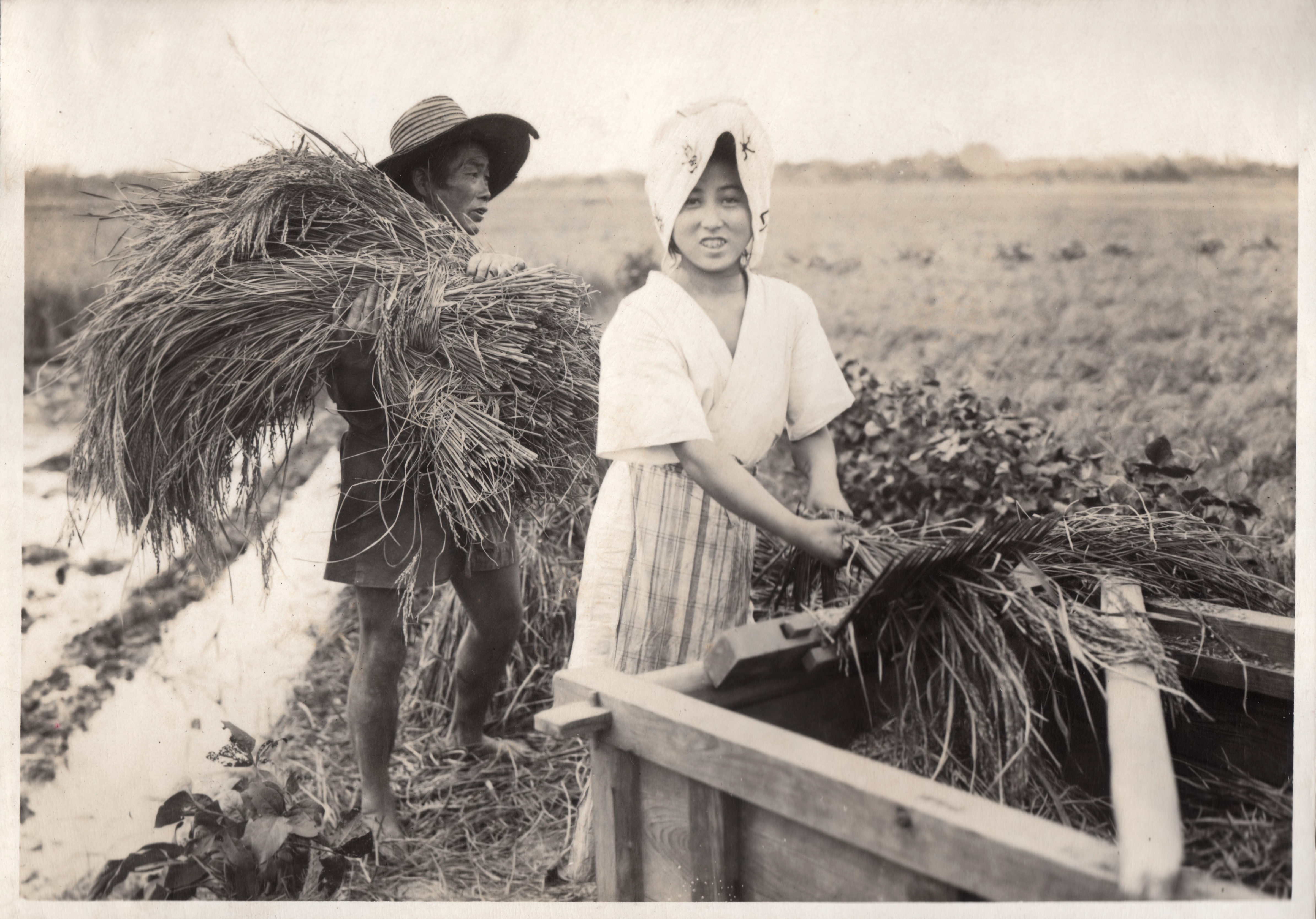
千歯扱きを使用する農婦（1914年9月 Elstner Hilton 撮影）

木製の台に付属した足置きを踏んで体重で固定し、櫛状の歯の部分に刈り取った後に乾燥した稲や麦の束を振りかぶって叩きつけ、引いて梳き取る。稲の場合にはこれで穂から籾が落ちるので、脱穀が完了する。麦の場合には穂が首から折れて穂のまま落ちるので、これをさらに叩いて脱穀する。
この農具の開発までは、竹を割いて作った扱櫛（こきぐし）や、手に持った扱箸（こきばし）という大型の箸状の器具で穂を挟んで籾をしごき取っていたため、束のまま一気に脱穀できる千歯扱きの発明によって、脱穀の能率は飛躍的に向上した。しかし、非効率な扱箸による脱穀は村落社会においては未亡人の貴重な収入源となっていたため、千歯扱きはこの労働の機会を奪うものとなり、後家倒し（ごけたおし）の異名もある。
大正時代になると、千歯扱きからの発展形として、足踏み方式の回転ドラムにループ状のピンが多数植え込まれた足踏み式脱穀機が開発されてさらに脱穀効率が向上し、さらにこれが動力式に発展した。これを機に改良の余地が無い千歯扱きは急速に衰え、昭和初期に製造の終焉を迎えるが、大切な種籾を痛めず扱くことができたため、昭和の半ば頃まで使われていた。

## 構造
当初の千歯扱きは、江戸幕府編纂の『和泉志』によると、稲扱き用で長さ三尺・91cmで高さも同様で四脚で前足を短くし斜めにして、長さ五、六寸・15から18cmの篇釘20歯を列ねて1日で稲30束を処理できたとある。
千歯扱きの歯は穂（「刃」の事。以下「穂」と呼ぶ）と呼ばれ、1挺（ちょう）あたり17〜27本ほど使われ、台木に櫛状に留めてある。穂の断面は江戸時代が長方形の平打（ひらうち）で、幅広で短く造られていたが、明治時代になると、面取打（めんとりうち）や槍打（やりうち）など、断面の形状に改良を加えた穂が使われた。穂は、からみ釘という釘を使って台木に取り付けている。穂と穂の隙間を「目」といい、稲用と麦用で異なる。福井県若狭地方では稲用が5厘（約1.5mm)で一銭銅貨が通る幅、麦用は1分目（約3mm）で二銭銅貨が通る幅とされ（実際の幅はバラバラである）目はからみ釘で調整していた。からみ釘で調整された穂はさらに押打棒（おしうちぼう）という角材で台木に固定されていた。

## 製造
早瀬にある「岩川商会」の千歯扱きの道具箱には番号が付けられ、一つの箱に入っていた道具の種類や数は不明だが、かなりの数の道具が揃っている。また数多くの焼印もあり、ほとんどが未使用に近い状態で残されている。その中には無料修理をうたった焼印がある。千歯扱きは数年に一度の修理が必要な道具で、修理が必要であるからこそ、行商が成り立っていた。修理が無料であれば、修理の手間賃や新しい商品の販売につながらず、自分の首を絞める結果になり兼ねない。無料修理の焼印は千歯扱き製造の末期に造ったものの、結局使うことが無かったと思われる。
また、千歯扱きの修理には、鍛冶の技術が必要で、炉や鞴など火作りの道具は欠かせない商品である千歯扱きも常に持ち歩いて移動することは困難である。行商には拠点が必要だった。行商先に拠点を設け、そこで修理したり、売りに出歩いたりしていた。千歯扱きの鍛冶屋には、技術はもちろんのこと、行商先とのネットワークを構築する能力も必要だったようである

## 販売
文政5年（1822年）の大蔵永常著作の「農業便利論 巻之中」によると、泉州堺、摂州大坂辺りでの稲扱き（鋼製）の価格は17枚歯は代銀6匁7分、19枚歯は代銀7匁5分、21枚歯は代銀8匁5分から10匁とある。
また、麦扱きは1間は代銀10匁、1間半は代銀14匁とある。

## 主要な産地

### 倉吉
伯耆国久米郡倉吉（現在の鳥取県倉吉市）は、江戸時代から千歯扱きの製造が盛んな場所だった。明治22年（1889年）2月4日付「官報」の「倉吉稲扱製造景況」という記事によると、江戸時代の安永年間（1772-1780）に製造が始まり、天保9年（1839年）の改良により名声を得て、明治時代に倉吉の多くが千歯扱きに関わるようになった、とある。荒尾氏の陣屋町だった倉吉には鍛治町があり、江戸時代前期から多くの鍛冶屋があった。倉吉では、千歯のことを「千刃」と表記するが、倉吉千刃の製造はこの鍛治町が中心だった。また、千歯扱きの販売や行商人への資金貸出を行う「鉄耕舎」という会社が明治13年（1880年）に倉吉出身の三島久平とその近郊に住む岩本廉蔵の二人によって創設された。
製造工程は、穂を作る鍛冶仕事とできた穂を台木に取り付ける仕事に分けられる。鍛冶仕事は原料の地金から板状の荒金をとり、それを割って穂の素材とし、たたき伸ばし、また鍛えて穂を造り、ヤスリで削って刃をつけ、焼きを入れて完成する。出来た穂をからみ釘をつかって台木に取り付ける仕事は「からみ」と呼ばれ、千歯扱きの善し悪しを決める大事な作業で、熟練の職人があたっていた（注：「伯州倉吉改良稲扱株式会社」の製造工場や職人の様子を写したガラス乾板写真の内容に基く。）
倉吉の千歯扱きは行商を中心に販売されてきた。自ら行商先を選んで行く場合もあれば、先方の求めに応じて行くこともあった。倉吉の製造技術は鍛冶職人の行商により全国に伝わってきたが、中には行商先に移り住み現地で製造する事例も見られた。鉄耕舎の田中富蔵は、行商先の八王子に店を構えて製造・販売・修理を行った。富蔵の千歯扱きは八王子をはじめ、埼玉・東京・神奈川で広く使われており、好評を得ている。

### 早瀬
若狭国三方郡も千歯扱き製造・行商の盛んなところで、主に早瀬浦（現・福井県三方郡美浜町早瀬）で千歯扱きが製造された。早瀬は江戸時代からの千歯扱きの産地で、その始まりは寺川庄兵衛によるものである。庄兵衛は「北国屋」という屋号で千歯扱きを製造し、販売や行商を行った。その後も北国屋は次の世代に受け継がれ、千歯扱きの製造を続けている。
若狭も行商によって販売されていた。行商は全国規模で長期に渡っていたようである。明治44年（1911年）の「三方郡誌」では初期の行商先は三越（越前・越中・越後）と奥羽諸州であり、交通が発達した頃になると北は北海道、南は沖縄まで及んでいること、また男女とも17・8歳になると親子兄弟あるいは夫婦親戚同士で組を作り、陰暦5月の節句前後から正月前に至る行商をしていたこと、そして行商人の数が200人であることが記されている。明治42年（1909年）末の早瀬の人口は1327人で、子供の数を考えると成人の5人に1人が千歯扱き行商に携わっていた。若狭早瀬はまさに千歯扱き行商の集落だった。
千歯扱きの販売の多くは掛売だった。多くの場合は稲刈り前に販売し、収穫が終わった後に訪れて残金の精算をしている。行商の期間は長くなり、また二度手間にはなるが、収穫後であれば農家は現金収入を得ている。行商人にとっても農家にとっても、都合のよい方法といえる。また倉吉は鍛冶職人による行商であるのに対し、若狭早瀬は商売人による行商である。